# Kabinett Ungureanu

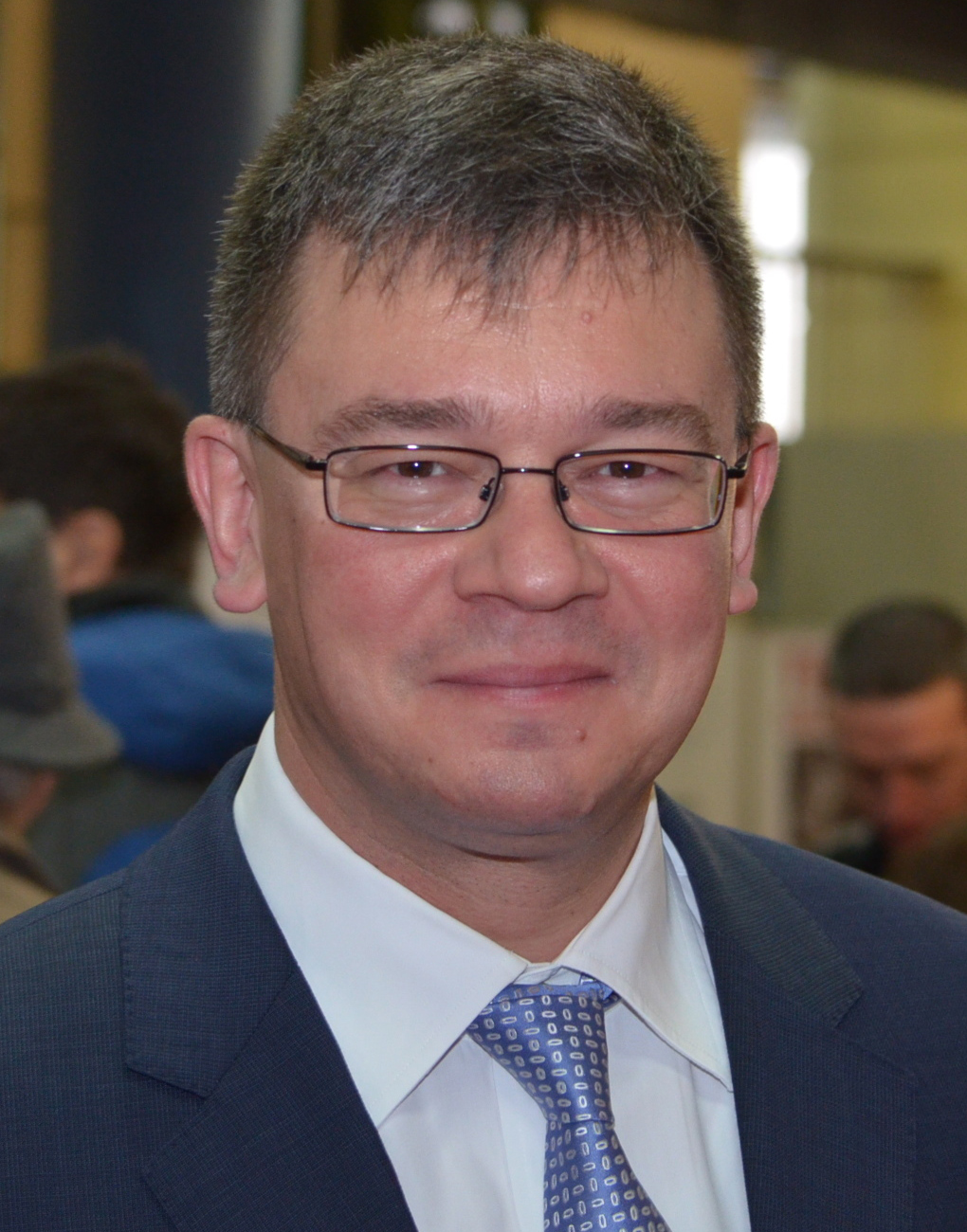
Ministerpräsident Mihai Răzvan Ungureanu

Das Kabinett Ungureanu war die von Mihai Răzvan Ungureanu gebildete Regierung Rumäniens.

## Geschichte
Die Regierung löste das Kabinett Boc II ab. Die 18 Kabinettsmitglieder waren vom 9. Februar 2012 bis 7. Mai 2012 im Amt. Darauf folgte das Kabinett Ponta I.
Regierungsparteien waren die Partidul Democrat Liberal (PD-L), die Nationale Fortschrittsunion (UNPR) und die Demokratische Union der Ungarn in Rumänien (UDMR).
Nach weniger als drei Monaten im Amt scheiterte Ungureanus Regierung an einem erfolgreichen Misstrauensvotum im Parlament, das von den Parteien Partidul Social Democrat (PSD) und Partidul Național Liberal (PNL) eingebracht worden war. Dem Mitte-rechts-Bündnis wurde vorgeworfen, dass es sich bei der Vergabe öffentlicher Gelder von Lobbygruppen hätte erpressen lassen. In den vorangegangenen Wochen waren viele Mitglieder der regierenden Partidul Democrat Liberal (PDL) zur Opposition übergelaufen. Die PDL war aufgrund ihrer rigiden Sparpolitik der letzten vier Jahre in die Kritik geraten, die Lohn- und Rentenkürzungen sowie Steuererhöhungen umfasst hatte.

## Zusammensetzung
Das Kabinett bestand aus 18 Mitgliedern:
| Ministerpräsident                                      |  | Mihai Răzvan Ungureanu           | parteilos | 9. Februar 2012 | 27. April 2012 |
| Stellvertretender Ministerpräsident                    |  | Béla Markó                       | UDMR      | 9. Februar 2012 | 27. April 2012 |
| Außenminister                                          |  | Cristian Diaconescu              | UNPR      | 9. Februar 2012 | 27. April 2012 |
| Finanzminister                                         |  | Bogdan Drăgoi                    | PD-L      | 9. Februar 2012 | 27. April 2012 |
| Verkehrsminister                                       |  | Alexandru Nazare                 | PD-L      | 9. Februar 2012 | 27. April 2012 |
| Verteidigungsminister                                  |  | Gabriel Oprea                    | UNPR      | 9. Februar 2012 | 27. April 2012 |
| Innenminister                                          |  | Gabriel Berca                    | PD-L      | 9. Februar 2012 | 27. April 2012 |
| Landwirtschaftsminister                                |  | Stelian Fuia                     | PD-L      | 9. Februar 2012 | 27. April 2012 |
| Wirtschaftsminister                                    |  | Lucian Nicolae Bode              | PD-L      | 9. Februar 2012 | 27. April 2012 |
| Minister für europäische Angelegenheiten               |  | Leonard Orban                    | parteilos | 9. Februar 2012 | 27. April 2012 |
| Umweltminister                                         |  | László Borbély                   | UDMR      | 9. Februar 2012 | 5. April 2012  |
| Umweltminister                                         |  | Mihai Răzvan Ungureanu (interim) | parteilos | 5. April 2012   | 10. April 2012 |
| Umweltminister                                         |  | Attila Korodi                    | UDMR      | 10. April 2012  | 27. April 2012 |
| Justizminister                                         |  | Cătălin Predoiu                  | parteilos | 9. Februar 2012 | 27. April 2012 |
| Kulturminister                                         |  | Hunor Kelemen                    | UDMR      | 9. Februar 2012 | 27. April 2012 |
| Minister für Kommunikation und Informationstechnologie |  | Muss Razavon Serban              | PD-L      | 9. Februar 2012 | 27. April 2012 |
| Arbeits-, Sozial- und Familienministerin               |  | Claudia Boghicevici              | PD-L      | 9. Februar 2012 | 27. April 2012 |
| Minister für Bildung, Jugend und Sport                 |  | Catalin Ovidiu Baba              | PD-L      | 9. Februar 2012 | 27. April 2012 |
| Gesundheitsminister                                    |  | Ladislau Ritli                   | UDMR      | 9. Februar 2012 | 27. April 2012 |
| Minister für Regionale Entwicklung und Tourismus       |  | Cristian Petrescu                | PD-L      | 9. Februar 2012 | 27. April 2012 |